# Surfing la Jocurile Olimpice de vară din 2020
Probele sportive de surfing la Jocurile Olimpice de vară din 2020 s-au desfășurat în perioada 26-29 iulie 2021. A fost prima ediție când surfingul a fost prezent la Jocurile Olimpice de vară, acesta fiind unul dintre cele cinci noi sporturi adăugate în programul olimpic pentru 2020.

## Medaliați
| Categorie           | Aur                                              | Argint                                 | Bronz                         |
| Shortboard masculin | Ítalo Ferreira · Brazilia (BRA)                  | Kanoa Igarashi · Japonia (JPN)         | Owen Wright · Australia (AUS) |
| Shortboard feminin  | Carissa Moore · Statele Unite ale Americii (USA) | Bianca Buitendag · Africa de Sud (RSA) | Amuro Tsuzuki · Japonia (JPN) |

## Clasament pe medalii
| Loc   | Țară                       | Aur | Argint | Bronz | Total |
| ----- | -------------------------- | --- | ------ | ----- | ----- |
| 1     | Statele Unite ale Americii | 1   | 0      | 0     | 1     |
| 1     | Brazilia                   | 1   | 0      | 0     | 1     |
| 3     | Japonia                    | 0   | 1      | 1     | 2     |
| 4     | Africa de Sud              | 0   | 1      | 0     | 1     |
| 5     | Australia                  | 0   | 0      | 1     | 1     |
| Total | Total                      | 2   | 2      | 2     | 6     |